# Марионета
Марионета је лутка коју покреће човек, обично помоћу конца или жице. Користи се у Луткарским позориштима или у уличним представама. Појавила се у средњем века у Француској под називом гињол (Guignol) и сада је позната у целом свету.
- Постоји и израз марионетска влада или власт.